# Dabāgh
Dabāgh (persiska: دباغ) är en ort i Iran.   Den ligger i provinsen Kurdistan, i den nordvästra delen av landet, 400 km väster om huvudstaden Teheran. Dabāgh ligger 1 955 meter över havet och antalet invånare är 160.
Terrängen runt Dabāgh är kuperad åt sydväst, men åt nordost är den platt.Runt Dabāgh är det ganska glesbefolkat, med 28 invånare per kvadratkilometer. Närmaste större samhälle är Golāneh, 7,3 km söder om Dabāgh. Trakten runt Dabāgh består i huvudsak av gräsmarker.